# Szubszekvens vulkanizmus
A szubszekvens vulkanizmus vagy kvázikratonikus, későorogén a vulkanizmus fázisainak egyik szakasza. Az elméleti sorozatban a szinorogént követi és a finálist előzi meg, de a nyomóerők újjáéledésével a szinorogén is követheti. A hegységképződés konszolidáló szakaszában törések, vetők mentén feltörő magma hozza létre. Ha nem jut el a felszínre, plutonizmus indul be, a felszínre jutó láva a bázisos magmák felé közelít összetételében és rétegvulkánokat hoz létre. E töréseket vertikális mozgások hozzák létre. A felemelkedett hegységek ugyanis izosztatikus mozgásokba kezdenek.
Ebben a tektonikai szakaszban – a szubdukció leállásával, a kompresszió és a vízszintes mozgások megszűntével – a kéreglemezek már összeolvadtak egyetlen tömbbé, amivel megközelítették a kraton állapotot, ezért e szakasz „kvázikratonikus” jelzőjű a tektonikai folyamatban. A szubszekvens vulkanizmus nagyon hasonló a szinorogénre, illetve annak szerves folytatása, de kevésbé földrengéses. A magma anyaga származhat feláramlásból, köpenydiapírból vagy visszaolvadó kéreganyagból is. A magma összetétele bazaltos, de vízdús tengeri üledékek olvadékai dúsítják. Nagy víztartalma és egyéb gázok jelenléte miatt kitörései robbanásosak. Helyileg közelebb kerül az egykori szubdukciós zóna felszíni részéhez. A hegységek két oldalán általában szimmetrikus üledékgyűjtők jönnek létre, ahol molasszképződés folyik.
| sorrend | vulkanizmus neve         | tektonikus fázis                                                                     |
| ------- | ------------------------ | ------------------------------------------------------------------------------------ |
| 1       | iniciális vulkanizmus    | geoszinklinálisokban, hasadékvölgyes, ofiolitos                                      |
| 2       | szinorogén vulkanizmus   | szubdukcióhoz, orogenezishez kapcsolódó, gránitos, plutonikus                        |
| 3       | szubszekvens vulkanizmus | savanyú → bázikus sorrendű vulkanizmus és plutonizmus a konszolidálódó orogenezisben |
| 4       | finális vulkanizmus      | kratonok befejező, bazaltos ciklusa                                                  |